# Кашине Мотаола (Новара)
Кашине Мотаола је насеље у Италији у округу Новара, региону Пијемонт.
Према процени из 2011. у насељу је живело 24 становника. Насеље се налази на надморској висини од 238 м.